# Into the Rush
Into the Rush to debiutancka płyta duetu Aly & AJ. Oryginalna wersja była wydana 16 sierpnia 2005. Zawierała 14 piosenek, takich jak "Rush", "No One", "On the Ride", "Do You Believe in Magic" i "Walking on Sunshine". Wersja deluxe, wydana 8 sierpnia 2006, trzy nowe kawałki, dwa remixy poprzednich piosenek i teledysk na DVD.
Płyta sprzedała się w nakładzie 800 000 egzemplarzy i uzyskała miano złotej płyty 20 marca 2006.

## Lista piosenek
1. "Rush" – 3:11
2. "No One" – 2:58
3. "Collapsed" – 2:57
4. "Something More" – 3:40
5. "On the Ride" – 3:31
6. "Speak for Myself" – 3:10
7. "Out of the Blue" – 2:58
8. "In a Second" – 3:35
9. "I Am One of Them" – 3:25
10. "Sticks and Stones" – 3:47
11. "Protecting Me" – 2:59
12. "Slow Down" – 3:55
13. "Do You Believe in Magic" – 2:14
14. "Walking on Sunshine" – 3:54

Cheścijańska edycja
(wydana 4 października 2005)
1. "Never Far Behind" – 3:19

Japońska edycja (wydana 8 lutego 2006)
1. "Never Far Behind" – 3:19
2. "Rush" (live show mix)
3. "No One" (live show mix)

Deluxe edition (CD / DVD wydana 8 sierpnia 2006)
- Pierwsza płyta [CD]

1. "Chemicals React" – 2:55
2. "Shine" – 3:25
3. "Never Far Behind" – 3:19
4. "Something More" (nowa wersja) – 3:36
5. "Collapsed" (nowa wersja) – 2:53
6. "Rush" – 3:11
7. "No One" – 2:58
8. "On the Ride" – 3:31
9. "In a Second" – 3:35
10. "Speak for Myself" – 3:10
11. "Out of the Blue" – 2:58
12. "I Am One of Them" – 3:25
13. "Sticks and Stones" – 3:47
14. "Protecting Me" – 2:59
15. "Slow Down" – 3:55
16. "Do You Believe in Magic" – 2:14
17. "Walking on Sunshine" – 3:54

- Druga płyta [DVD]

1. "Chemicals React"
2. "Chemicals React" [wersja simowa]
3. "Rush"
4. "On the Ride" (tylko w sprzedaży detalicznej)

## Autorzy i wykonanie piosenek
"Rush"
- Autorzy: Aly Michalka, AJ Michalka, Leah Haywood, Daniel James
- Gitara: Tim Pierce
- Bass: Sean Hurley
- Perkusja: John Robinson
- Produkcja: Daniel James i Leah Haywood
- Zmiksowana przez: Brian Reeves i Jon Lind

"No One"
- Autorzy: Aly Michalka, AJ Michalka, C. Tornes
- Gitara: Tim Pierce
- Bass: Sean Hurley
- Perkusja: John Robinson
- Produkcja: Daniel James, Leah Haywood, Jon Lind
- Zmiksowana przez: Brian Reeves i Jon Lind

"Collapsed"
- Autorzy: Aly Michalka
- Gitara: Tim Pierce
- Bass: Sean Hurley
- Perkusja: John Robinson
- Produkcja: Daniel James i Leah Haywood
- Zmiksowana przez: Brian Reeves i Jon Lind

"Something More"
- Autorzy: Aly Michalka, AJ Michalka, C. Michalka
- Gitara: Tim Pierce
- Bass: Sean Hurley
- Perkusja: John Robinson
- Produkcja: Daniel James, Leah Haywood
- Zmiksowana przez: Brian Reeves i Jon Lind
- Notatka na płycie: "For J.S. - Love AJ"

"On the Ride"
- Autorzy: Aly Michalka, AJ Michalka, C. Michalka, Adam Watts, Andy Dodd
- Keyboard: Adam Watts
- Gitara: Andy Dodd
- Bass: David J. Carpenter
- Produkcja: Adam Watts i Andy Dodd
- Zmiksowana przez: Adam Watts
- Notatka na płycie: "Having a great sister makes life even better!"

"Speak for Myself"
- Autorzy: Aly Michalka, AJ Michalka, Adam Watts, Andy Dodd
- Perkusja: Adam Watts
- Keyboard: Adam Watts i Andy Dodd
- Gitara akustyczna: Adam Watts
- Gitara elektryczna: Andy Dodd
- Gitara: Tim Pierce
- Produkcja: Adam Watts, Andy Dodd, Jon Lind
- Zmiksowana przez: Brian Reeves i Jon Lind
- Notatka na płycie: "Children should be seen and not heard."

"Out of the Blue"
- Autorzy: AJ Michalka i C. Michalka
- Gitara: Tim Pierce
- Bass: Sean Hurley
- Perkusja: John Robinson
- Produkcja: Daniel James i Leah Haywood
- Zmiksowana przez: Brian Reeves i Jon Lind

"In a Second"
- Autorzy: Aly Michalka, AJ Michalka, Daniel James, Leah Haywood
- Gitara: Tim Pierce
- Bass: Sean Hurley
- Perkusja: John Robinson
- Pianino: Aly Michalka
- Produkcja: Daniel James i Leah Haywood
- Zmiksowana przez: Brian Reeves i Jon Lind

"I Am One of Them"
- Autorzy: Aly Michalka, AJ Michalka, C. Michalka
- Gitara: Tim Pierce
- Bass: Sean Hurley
- Perkusja: John Robinson
- Produkcja: Daniel James i Leah Haywood
- Zmiksowana przez: Brian Reeves i Jon Lind
- Notatka na płycie: "Go to www.missingkids.com to learn more about staying safe."

"Sticks and Stones"
- Autorzy: Aly Michalka, AJ Michalka, C. Michalka, T. James, A. Armato
- Gitara: Tim Pierce
- Bass: Chevy Martinez
- Perkusja: Dorian Crozier
- Produkcja: Antonina Armato and Tim James
- Zmiksowana przez: Antonina Armato and Tim James
- Notatka na płycie: "A bully tries to tower, but really has no power."

"Protecting Me"
- Autor: AJ Michalka
- Gitara: Tim Pierce
- Bass: Sean Hurley
- Perkusja: John Robinson
- Produkcja: Daniel James i Leah Haywood
- Zmiksowana przez: Brian Reeves i Jon Lind
- Notatka na płycie: "To our amazing parents..."

"Slow Down"
- Autorzy: Aly Michalka, AJ Michalka, Adam Watts, Andy Dodd
- Gitara: Tim Pierce
- Bass: Sean Hurley
- Perkusja: Dorian Crozier
- Produkcja: Antonina Armato and Tim James
- Zmiksowana przez: Antonina Armato and Tim James

"Do You Believe in Magic"
- Autor: John B. Sebastion
- Produkcja: Matthew Gerrard
- Zmiksowana przez: Krish Sharma

Remake The Lovin' Spoonful
- Notatka na płycie: "For Bob Cavallo...the man whose creative past helped frame our future"

"Walking on Sunshine"
- Autor: Kimberly Rew
- Produkcja: Matthew Gerrard
- Zmiksowana: Krish Sharma

Remake Katrina and the Waves
"Chemicals React"
- Autorzy: Aly Michalka, AJ Michalka, Antonina Armato, Tim James
- Gitara: Tim Pierce
- Bass: Sean Hurley
- Perkusja: Dorian Crozier
- Produkcja: Antonina Armato i Tim James
- Inżynierzy: Nigel Lundemo i Ross Hogarth
- Zmiksowana przez: Tim James i Paul Palmer

"Shine"
- Autorzy: Aly Michalka, AJ Michalka, Antonina Armato, Tim James, Nick Scapa
- Gitara: Tim Pierce
- Bass: Sean Hurley
- Perkusja: Dorian Crozier
- Keyboards: Jamie Muhoberac
- Perkusja: Nigel Lundemo
- Instrumenty smyczkowe: Scott Warren
- Produkcja: Antonina Armato i Tim James
- Inżynierzy: Nigel Lundemo i Ross Hogarth
- Zmiksowana przez: Tim James i Paul Palmer

"Never Far Behind"
- Autorzy: Jeremy Bose, Paul Robert Evens, Matt Bronleewe
- Giatara: Tim Pierce
- Bass: Sean Hurley
- Perkusja: Dorian Crozier
- Produkcja: Antonina Armato i Tim James
- Inżynier: Nigel Lundemo
- Zmiksowana przez: Tim James i Paul Palmer

"Something More" (Nowa Wersja)
- Perkusja: Dorian Crozier
- Keyboard: Jamie Muhoberac
- Perkusja: Nigel Lundemo
- Produkcja: Antonina Armato i Tim James
- Inżynier: Nigel Lundemo
- Zmiksowana przez: Tim James i Paul Palmer

"Collapsed" (Nowa Wersja)
- Perkusja: Dorian Crozier
- Keyboard: Jamie Muhoberac
- Produkcja: Antonina Armato i Tim James
- Dodatkowa produckcja: Daniel James i Leah Haywood
- Inżynier: Nigel Lundemo i Ross Hogarth
- Zmiksowana przez: Tim James i Paul Palmer

## Wykorzystanie w popkulturze
Wiele piosenek z płyty Into the Rush było wykorzystanych w filmach i telewizji. 
- "Protecting Me" (zmienioną wersję wykorzystano w serialu Filip z przyszłości)
- "On the Ride" (wykorzystano w filmie produkcji Disney Channel Piękne mleczarki)
- "No One" (wykorzystano na ścieżce dźwiękowej do filmu "Ice Princess")
- "Rush" (wykorzystano na składance "Disney Girlz Rock", w grze video "Bratz Rock Angelz" i w filmie produkcji Disney Channel "Magiczny duet" oraz w serialu MTV "Wzgórza Hollywood")

Covery znanych piosenek występujące na płycie wykorzystano w filmach:
- "Walking on Sunshine" (Garbi - Super bryka)
- "Do You Believe in Magic" (I wszystko jasne)

"Do You Believe In Magic" wykorzystano także w filmie z 2007 roku "The Gameplan with Dwayne "The Rock" Johnson and Madison Pettis".
Simowa wersja piosenki "Chemicals React" jest dostępna do pobrania na iTunes.